# Chiesa della Pietà

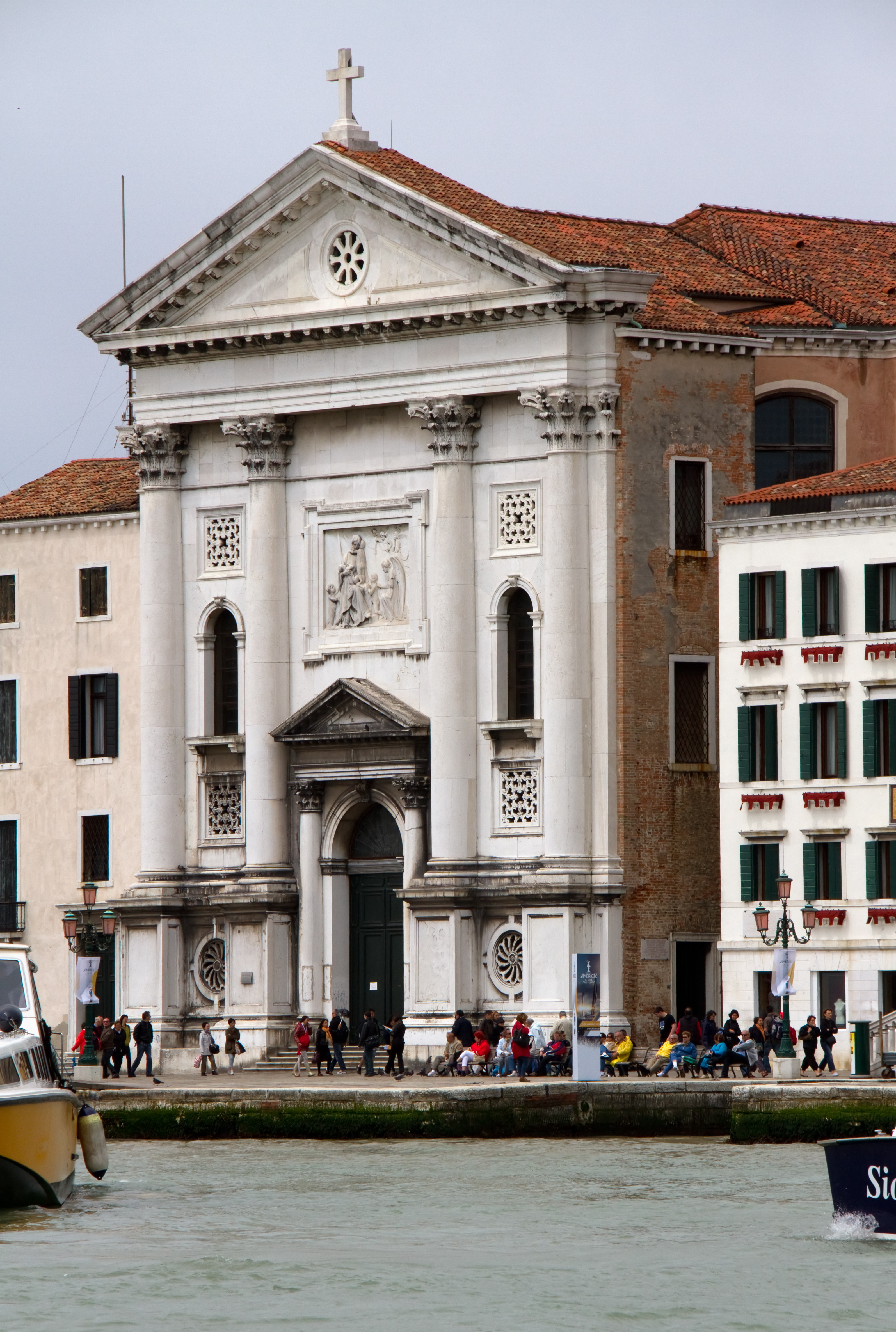
Chiesa della Pietà
Chiesa Santa Maria della Visitazione

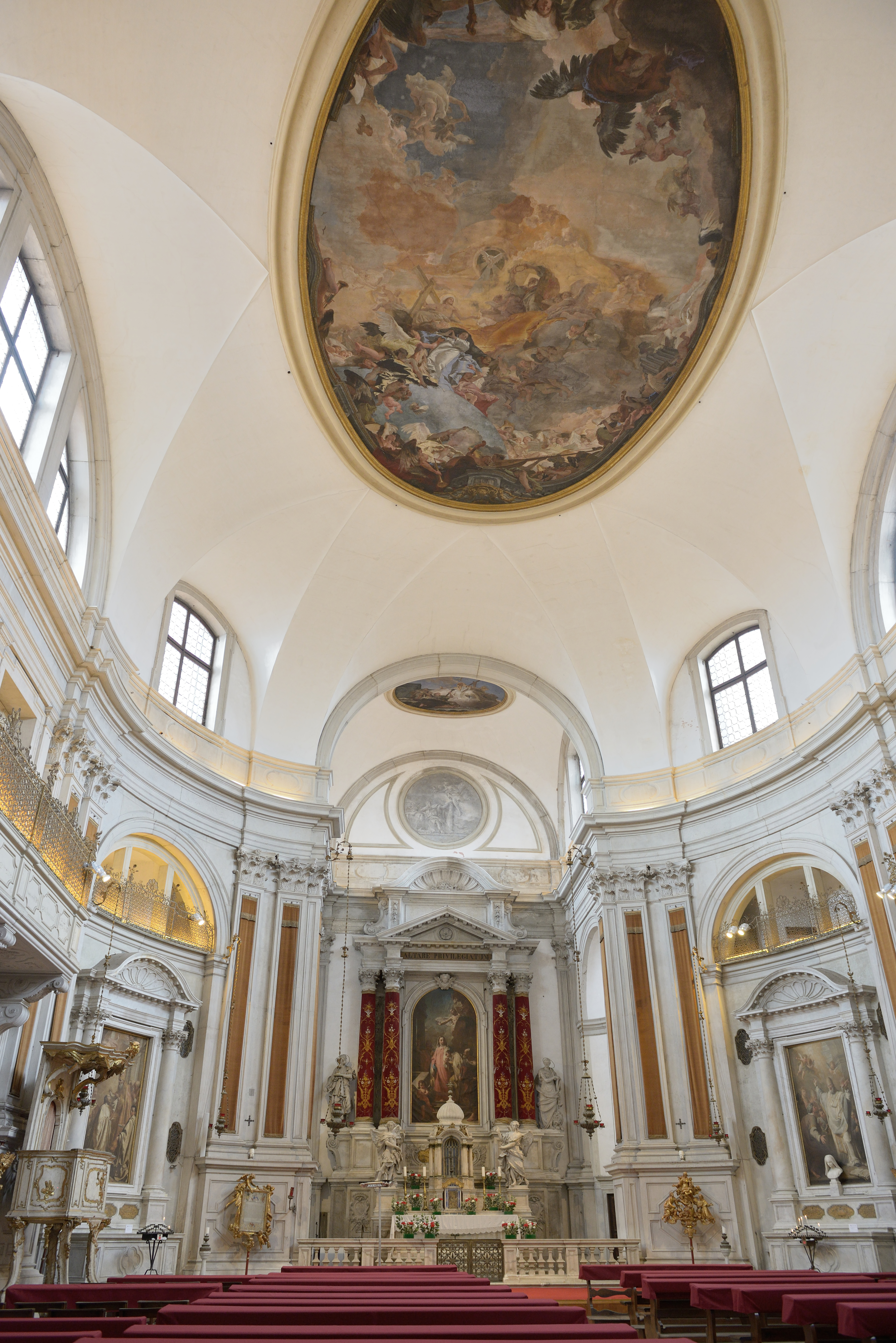
Binnenzicht in de Santa Maria della Pietà

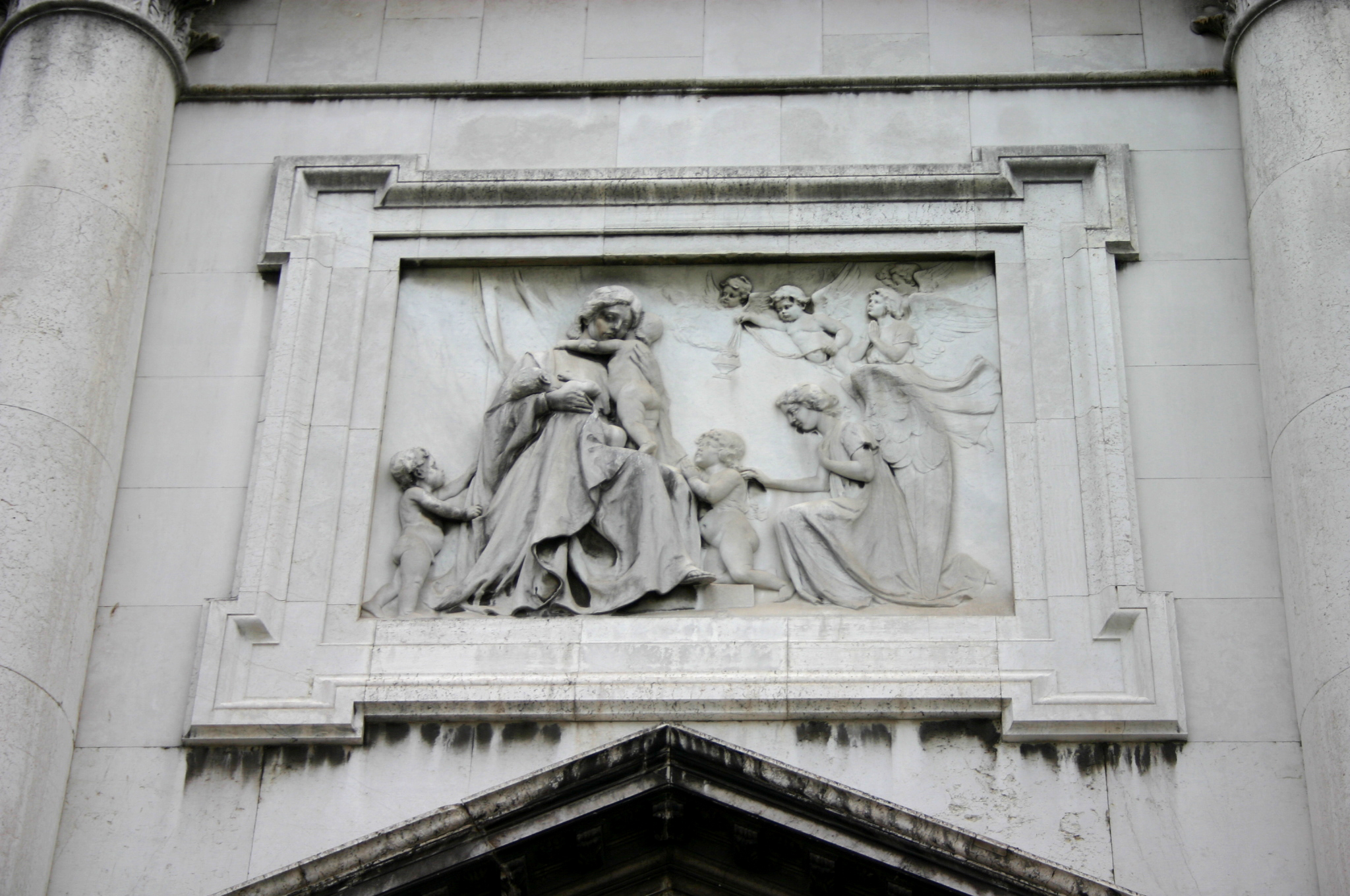
La carità van Emilio Marsili, het basreliëf boven het portaal van de Chiesa della Pietà, geplaatst in de vroege 20e eeuw

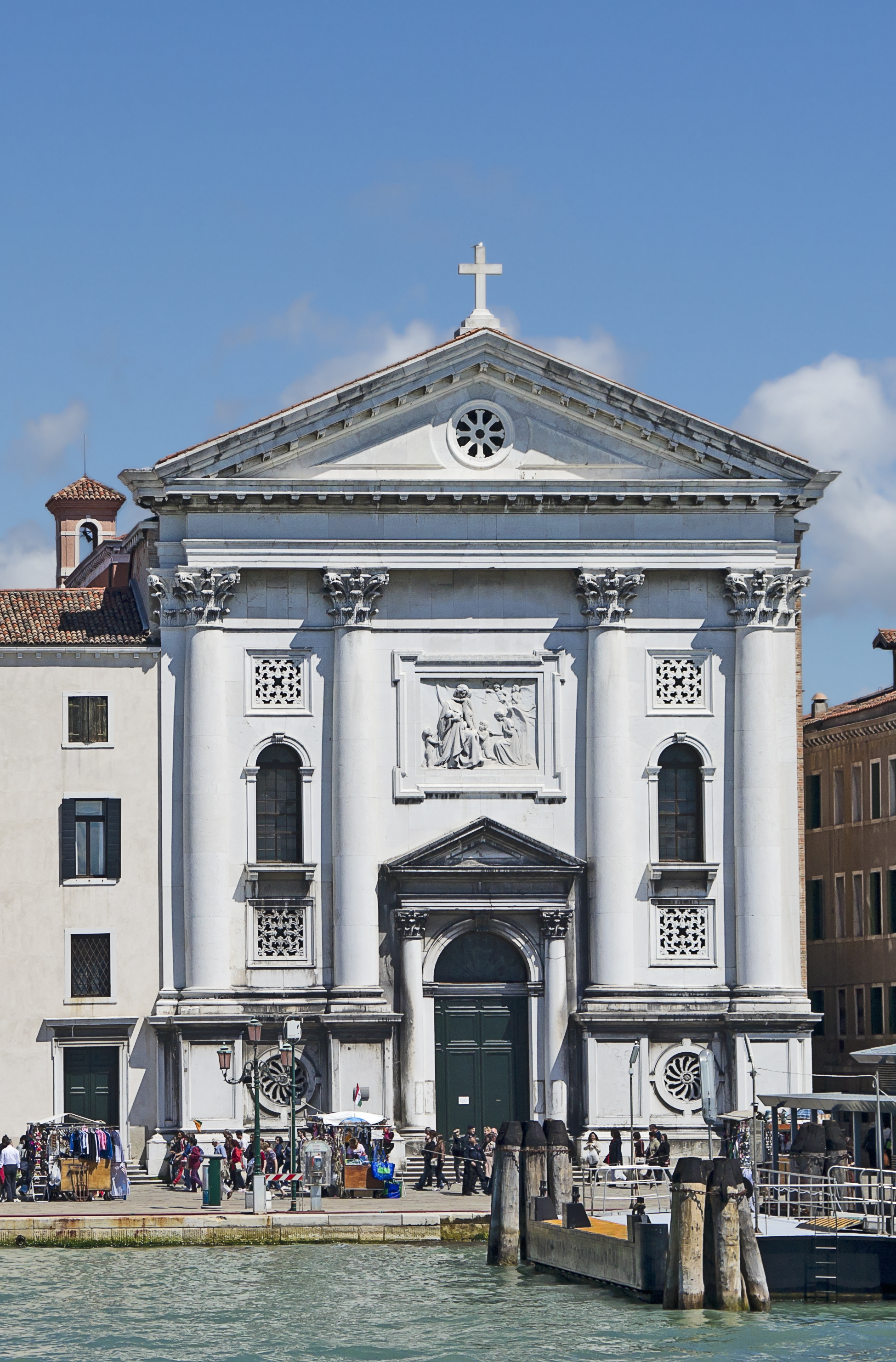

De Chiesa della Pietà, ook Chiesa Santa Maria della Pietà, Chiesa della Visitazione en Chiesa Santa Maria della Visitazione, is een katholieke kerk in de sestiere Castello in de Italiaanse stad Venetië. De kerk ligt aan de Riva degli Schiavoni, de noordelijke kaaien van het Bacino San Marco, zo'n 350 meter ten oosten van het Dogepaleis.

## Geschiedenis
In 1346 werd aan de Riva degli Schiavoni een weeshuis en ziekenhuis Ospedale della Pietà gebouwd. Dit weeshuis, met vondelingenluik, werd in de 15e eeuw uitgebreid met een oratorium. De componist, musicus en priester Antonio Vivaldi werkte van 1703 tot 1716 in het Ospedale della Pietà, waar hij de weesmeisjes van het beroemde aan het weeshuis verbonden belcanto-koor Putte del Choro, de studenten van het conservatorium, met viool begeleidde. Hij was in die periode een directe collega van Francesco Gasparini, die het koor dirigeerde.
De huidige kerk werd enkele decennia later gebouwd, van 1745 tot 1760, grenzend aan en als vervanging van het toenmalige oratorium (op die site staat nu het vijfsterrenhotel Metropole), en grenzend aan het weeshuis. Het ontwerp was van Giorgio Massari, maar de gevel werd niet tot de nok afgewerkt, waarbij het marmer slechts tegen het laagst gelegen deel van de voorgevel was geplaatst. Pas in 1906 werd het voltooid conform de originele plannen, met uitzondering van de oorspronkelijk voorziene drie beelden op het timpaan. Slechts een enkel eenvoudig marmeren kruis siert de geveltop. 
Tussen 2014 en november 2021 onderging de gevel van de kerk grote restauratie- en consolidatiewerkzaamheden.

## Buitenzijde
Boven de ingang bevindt zich sinds de 20e-eeuwse afwerking ook een groot bas-reliëf van de beeldhouwer Emilio Marsili, La Carità, dat de liefdadigheid voorstelt waarmee de maagd Maria de weeskinderen ontvangt en opvangt.
Links van het portaal is in de gevel een plaquette ingewerkt, die voorheen aan de muren van het weeshuis was bevestigd.  Het gedenkteken, gedateerd 12 november 1548, waarschuwt de rijke families die hun kinderen in de steek laten om de voorschriften op te volgen die in dit verband door paus Paulus III Farnese zijn gegeven: deze zullen worden gestraft, zoals de paus zelf had verklaard, door de onverbiddelijke goddelijke toorn in het geval van deze smadelijke daad.

## Binnenkant
Het interieur is ovaal. De plafonds werden beschilderd door Giambattista Tiepolo met de fresco's Kracht en Vrede en Triomf van het Geloof, geflankeerd door engelachtige muzikanten. Ook de voorstellingen van de theologische deugden in de pastorie zijn het werk van Tiepolo, geholpen door Jacopo Guarana, de leerling van Sebastiano Ricci, die oorspronkelijk ontwerpen voor de fresco's had gemaakt.
Een kapel van Giovanni Maria Morlaiter met een kostbaar tabernakel versierd met vergulde bronzen figuren en, aan de zijkanten, de aartsengelen Gabriël en Michaël. Het altaarstuk, dat La Visitazione (de Visitatie) voorstelt, werd begonnen door Giovanni Battista Piazzetta en, na zijn dood, voltooid door zijn discipel, Giuseppe Angeli. In het koor boven de hoofdingangsdeur bevindt zich een schilderij van Jezus in Simons huis uit 1544 van Alessandro Bonvicino, die signeerde met Moretto da Brescia. In de zijaltaren hangen schilderijen van Maggiotto, Giuseppe Angeli en Antonio Marinetti.

## Trivia
Toeristisch-commercieel wordt de Chiesa della Pietà soms voorgesteld als de kerk van Vivaldi. Dit is niet correct, al was het maar omdat de bouw van de kerk (in 1745) begon na het overlijden van Vivaldi in Wenen (in 1741). Wel werd in de kerk, net als daarvoor in het oratorium op die plaats, door het Putte del Choro werk van Francesco Gasparini en Antonio Vivaldi gebracht.